# Ciela Village 2
Viabilis est un trimaran conçu pour la course à la voile, mis à l'eau en 2017 sous le nom de Ciela Village 2 ; il fait partie de la classe Ocean Fifty.
Le multicoque prend les couleurs de Ciela Village 2 de 2017 à 2020, Leyton en 2021, puis Viabilis en 2023.

## Historique
Dessiné par VPLP, de nombreuses innovations ont été intégrés dans sa conception tels que ses bras en X ou encore ses foils (il est le premier Multi50 conçu avec des foils),. Ces nombreuses améliorations devraient lui permettre d'atteindre des vitesses avoisinants les 40 nœuds.
Il est mis à l'eau le 4 octobre 2017 afin de prendre le départ un mois plus tard de la Transat Jacques-Vabre 2017. L'équipage composé de Thierry Bouchard et Oliver Krauss est contraint à l'abandon à la suite de l'apparition de fissures dans la coque centrale.
En 2018, pour sa première Route du Rhum, le trimaran skippé par Thierry Bouchard arrive à la 5e place dans la catégorie Multi50.
En 2020, le trimaran confié à Erwan Le Roux remporte le Trophée des Multicoques - Baie de Saint-Brieuc.
Dans l'optique de la Route du Rhum 2022, Sam Goodchild devient le nouveau skipper du voilier qui prend les couleurs de Leyton en 2021,.
La même année le skipper britannique et son équipage remportent le Pro Sailing Tour,.
Le trimaran skippé par Sam Goodchild et Aymeric Chappellier franchit la ligne d'arrivée de la Transat Jacques Vabre 2021 à la 3e place,.
Lors d'un chantier hivernal, le voilier reçoit un nouveau mat et un safran central. Il est remis à l'eau le 3 février 2022.
En avril 2022, le trimaran remporte les 1000 milles des Sables-d’Olonne.
A la fin de l'année 2022, l'entreprise Viabilis rachète le trimaran pour le confier au navigateur Pierre Quiroga.
Baptiste Hulin prend la barre du trimaran en 2024.

## Palmarès

### 2017-2020:Ciela Village 2- Thierry Bouchard
- 2018 : 5e de la Route du Rhum[5]
- 2020 : vainqueur du Trophée des Multicoques - Baie de Saint-Brieuc, piloté par Erwan Le Roux[6]

### 2021-2022:Leyton- Sam Goodchild
- 2021 : 
  - vainqueur du Pro Sailing Tour en équipage[9]
  - 3e de la Transat Jacques-Vabre avec Aymeric Chappellier[12]
- 2022 : vainqueur des 1000 miles des Sables-d'Olonne.

### 2023:Viabilis- Pierre Quiroga
- 2023 : 2e de la Rollex Fastnet Race en équipage avec Arthur Hubert[16]

### Depuis 2024:Viabilis- Baptiste Hulin
- 2024 : 2e de la Terre-Neuvas en équipage avec Corentin Horeau et Léonard Legrand[17]

## Avaries et incidents de course
- Le 13 novembre 2017, lors de la Transat Jacques-Vabre 2017, le trimaran est contraint à l'abandon après avoir constaté des fissures dans la coque centrale[4].
- Le 8 décembre 2017, lors d'un convoyage près des côtes portugaises, le trimaran rentre en collision avec un bateau de pêche[18].
- Le 9 novembre 2022, lors de la Route du Rhum 2022, après une heure de course, Leyton et son skipper Sam Goodchild abandonnent la course pour raison médicale[19].